# Zosterop de les Seychelles
El zosterop de les Seychelles (Zosterops modestus) és un ocell de la família dels zosteròpids (Zosteropidae).

## Hàbitat i distribució
Habita els boscos de l'illa de Mahé, a l'arxipèlag de les Seychelles, a l'oceà Índic.